# マクマーティン保育園裁判
マクマーティン保育園裁判（マクマーティンほいくえんさいばん、The McMartin Preschool Trial）、通称マクマーティン事件（McMartin case）は、1984年から1990年まで行われたアメリカ合衆国における子供の性的虐待事件に関する刑事裁判。マクマーティンは、本件で起訴された保育園の園長の姓に因む。
公判前捜査も含め1984年から6年間続いた刑事裁判の結果、証拠は存在しないことが明らかになり、1990年までに全容疑者について審議不成立（200件以上の容疑について無罪評決、残り数件について評決不能）となった。アメリカ史上最も長く、最も高価（約1500万ドル）な刑事裁判であった。
この事件に関する報道は、全米に保育園などでの性的虐待の可能性に対する社会的恐怖という一種のモラル・パニックを引き起こした。保育園関係者に対する社会からの酷い非難は、魔女狩りにも喩（たと）えられた。裁判終了後にも依然として有罪でないことを不服とする被害者、親、市民らの声が報じられており、端的に無実とみなすことは一部の反感を買う恐れがある。しかし、本事件は一般的には社会が無実の罪を酷く疑い冤罪を着せようとした濡れ衣として認識される結果となった。結局のところ、史上最悪の児童虐待事件とまで言われた本事件の真相は、社会を疑いに駆り立てた大規模な混乱と大掛かりな濡れ衣であった。
陪審員らの評決不能により有罪判決が下らなかったことで、法的な意味での冤罪は回避された。しかし、容疑者らは裁判に要した多額の費用により経済的に破綻した上、社会からの厳しい非難から職探しも困難な状況に陥った。また、検察・警察側としても、裁判や調査に多額の税金を投じたにも関わらず有罪を勝ち取ることができず、不毛な結果に終わった。本事件は多くの関係者にとって極めて悲惨な結末となった。

## 経緯
1983年にカリフォルニア州ロサンゼルス郡のマンハッタンビーチで、ジュディ・ジョンソンという女性が自分の息子が性的虐待されたと警察に届け出た。ジョンソンの主張は、息子が便通に苦しみ、肛門が腫れているという事実に基づいていた。彼女は、保育園の保育士で園長の孫でもあるレイモンド・バッキーを告発した。ジョンソンの息子は保育園の先生が彼を虐待したという母親の主張を否定し、父親によるものだと主張したが、父親は起訴されなかった。1984年の春までに60人を超す幼児の虐待が行われたと報道された。
警察は同校の親に質問状を送り、虐待の有無の調査をした。検事は国際児童研究所(CII)のキー・マクファーレンに調査を依頼した。結果、1984年の春までに360人以上の子供が虐待されたとされたが、物的証拠は何一つ発見されなかった。最初に告発した母親は同じ年に妄想型精神分裂病（現・統合失調症）とアルコール依存症と診断された。批判家は質問者が子供に反復的に誘導尋問を行い、架空の記憶（虚偽記憶）を植え付けたと主張した。質問の記録ビデオでも人形を使い、誘導尋問を行っている様子が写されている。イギリスの精神医学の教授、マイケル・マローニーは明確な誘導尋問があったとして批判している。
この事件はロサンゼルスのABC系列テレビ局KABC-TVのリポーター、ウェイン・サッツによりセンセーショナルに報道され、アメリカ全土でパニックになった。当時アメリカでは多くの母親が子供を保育園や託児所に預けて働くようになっており、働く母親に対して批判的な風潮や、母親側にも子供を他人に預けることへの罪悪感があることが背景にあった。さらに事件がきっかけで起きたパニックで次々と同種の「事件」が報じられ保育園が閉鎖に追い込まれた。
マクマーティン事件で調査された子供のうちには、奇怪でしばしば物理法則を無視した被害があったと告発をした者もいた。何人かは、性的虐待を受けたことに加えて、「魔女が飛ぶのを見た」と主張し、熱気球で旅行したこと、秘密の地下トンネル（調査者によって探索されたが、結局発見されていない）を通ったことなどを語った。さらに、「窓のない飛行機に乗った」「教会で動物を殺し、血を飲まされた」「スーパー・マーケットで体を触られ、写真を撮られた」などという主張もあったが、その証拠も痕跡も一切発見されなかった。ひとりの少年への反対尋問で、複数の写真を見せ、「墓地へ一緒に行った人物がいれば示してほしい」と質問した。少年はハーン検事と俳優チャック・ノリスの写真を示した。これにより少年の証言は証拠能力なしと認められた。
少年たちの証言は荒唐無稽であり、裁判で有効になったものは一つもなかった。「ペニスの中にペニスを入れられた」と証言した少年もいた。しかしながら、様々なメディアが、託児所における子供への性的虐待は全国的でありしかも荒々しいと主張してパニックを煽った。結果、いわゆるエコーチェンバー現象が起こり、人々による保育園に対するモラル・パニックが続くこととなった。
後にマクマーティン事件を取り上げて批判的に検討し、ピューリッツァー賞を授与されたデビッド・ショーは、1990年の事件に関する一連の記事において、「これらの訴えは、結局のところ一つも立証されなかったが、メディアは、大事件が起きた時にしばしばそうなるように、概ね集団となって行動し、記者たちの書く記事も放送される内容も、お互いを参照しあいながら、恐怖のエコーチェンバーを創り上げていた。」と述べた。また、ショーは報道機関の「根本的な欠陥があらわになった 」とし、「怠慢、浅薄、馴れ合い 」や「最新の衝撃的な主張を最初に伝えようと躍起になって探る姿勢」で、ジャーナリズムの原則である「公正と懐疑」を「記者や編集者たちはしばしば放棄している 」と述べた他、「しばしばヒステリー、センセーショナリズム、さらに、ある編集者の言葉を借りれば「群衆リンチ症候群」が、そこに直結されていく」とも述べた。

## 裁判
1984年3月22日、レイモンド・バッキー、母親のペギー・バッキー、祖母であり園長であるバージニア・マクマーティン、姉のペギー・アン・バッキー、教師のメアリー・アン・ジャクソン、ベティ・レイダー、福祉事業家のバベット・スピットラーの7名が児童虐待に関する208件の訴因で告発された。予審の20か月でその起訴は、悪魔的儀式虐待の理論を提示した。
最初に告発したジュディ・ジョンソンの精神不安定は明らかだったが、弁護側へは伝えられていなかった。ジョンソンは検察のグレン・スティーブンスに電話をかけ、「地元のジムの従業員、ロザンゼルス教育委員会までもが自分の子供を狙っている。レイモンド・バッキーは空を飛べる、息子はステープラーで耳を刺され、目をハサミで刺された」と主張した。。
スティーブンスは、担当検事補のラエル・ルービンがジョンソンのノートをすでに弁護側へ渡しているものだと思っていた。スティーブンスは検事局を辞し、「検事局が意図的に証拠を隠蔽した。私はレイモンド・バッキーが有罪だとは思っていない」と予備審問で証言した。
1986年1月17日、バージニア・マクマーティン、ペギー・アン・バッキー、メアリー・アン・ジャクソン、ベティ・レイダー、バベット・スピットラーの5名は証拠薄弱のため、地方検事は訴追を取り止めた。
1986年12月19日、ジュディ・ジョンソンが急性アルコール中毒で死亡した。
1987年、ウェイン・サッツは本件とは別の不祥事で、KABCを解雇された。
1987年7月、これらの事件は公判にかけられた。それにより、証人のキー・マクファーレンはカリフォルニア州のほか、あらゆる州のセラピストやソーシャルワークの資格も持たないこと、精神医学に関する知識もないことが明らかとなった。彼女は「psychiatric（精神医学）」という単語の意味すら理解できなかった。マクファーレンは子供たちが「虐待はなかった。覚えていない」と主張すると、「思い出せないのはバカで臆病者だ。みんな“やった”と言っている」と反復的に質問し、「覚えている」と答えると褒めそやした。またマクファーレンは人形を使い、子供たちから虐待の話を引き出したが、レイモンド役の人形を殴らせたり、醜い人形を使い、子供たちに「レイモンドが悪人だと思い込ませている」と弁護側は主張した。マクファーレンはこれらのセラピーには研究結果も根拠もあると主張したが、弁護側の「誰の著書か？題名は？」という質問には答えられなかった。結果、弁護側の「マクファーレンが誘導尋問を行って強引に証拠を作った」という主張が認められた。
レイモンド・バッキーと拘置所で同室だったジョージ・フリーマンは、「レイモンドから虐待の話を詳細に聞いた」と証言した。しかしフリーマンは児童虐待の前科を含む9回の重罪歴があり、さらに過去にも偽証罪に問われていたが、弁護側には直前まで伝えられなかった。弁護側は「フリーマンと検察が司法取引をし、故意に偽証させた」と主張し、メディアに「殺人罪と本件の偽証では司法取引できないだろう。彼を殺人罪で有罪にしてみせる」と発表した。フリーマンは証言の日に法廷に現れず、姉の家に隠れているところを拘束された。翌日、法廷で弁護側は彼に児童虐待の前科があることを暴露し、「あなたの証言は信用できますか？」と問うと、フリーマンは「できない」と答えた。
1989年2月15日、レイモンド・バッキー逮捕から5年が経って、弁護人管理下で保釈が認められた。レイモンドへの尋問では、検察側は事件とは全く無関係な「レイモンドが下着を履かないこと」「かつてピラミッドパワーを信じていたこと」「成人雑誌を愛読していること」を立証したに過ぎなかった。父親であるチャールズ・バッキーは「下着を履かずに保育園で働くことには問題視しなかった。彼の友人もやっていたことだ」と証言した。
検察は「ピラミッドへ興味を持つことは、“不適切な教師を採用しない”というペギー・バッキーの主張とは矛盾する。ピラミッドへの興味が悪魔的儀式に関与しているという何よりの証拠だ」と主張した。さらに検察は「レイモンドはバーバラ・ゴレスという女性に誘惑されたが、なびかなかった」と主張し、「これが成人女性との性交を行えない証拠」だと主張した。検察側はゴレスに証人として出廷するよう求めた。ゴレスはかつて捜査官に「レイモンドと性交渉はなかった」と証言していたが、ゴレスは弁護側の証人として出廷した。「私自身の体裁と、婚約を守るために嘘をついた。実際には性交渉があった」と裁判で証言した。さらに「レイモンドが子供たちと遊ぶ姿を見て、彼が性的虐待する可能性はないと確信していた」とも証言した。検察のルービンは「ゴレス氏は嘘をついている。レイモンドは小児性愛を隠すために、ゴレス氏との関係を作り上げた」と主張したが、それは全く立証できなかった。バッキーは荒唐無稽な主張を含めて、全ての検察の告発を否定した。
サッツに批判的なマスコミは事件はでっち上げだという報道も行いはじめ、やがて市民も無罪を信じ始めた。サッツはマクファーレンと恋人関係であることが判明し、他のメディアはサッツがその関係を明かさずに、身内から情報提供を受けて報道したことを痛烈に批判した。
1989年、ペギー・アン・バッキーは教師の資格を復活させるように訴えた。裁判所は「ペギー・アンは事件に関わっておらず、資格停止の根拠はない」「面接を受けた子供たち、そしてCIIの面接自体信用できない」と認めた。サクラメントの信任委員会はペギー・アンの資格を復活させた。
そして1990年1月、6年間の証言審理および9週間の陪審による議論の後に、レイモンド、ペギーの両名はすべての点で無罪とされた。レイモンドは65件のうち、2人の陪審員の合意が形成されず、13件評決不一致があった。マスコミはこの2人を批判した。検察はこの13件のうち、6件のやり直しを要求。担当検事だったルービンは担当を外された。検察側は弁護側に不抗争の答弁を主張させる司法取引を持ちかけたが、弁護側はその会議の録音テープをメディアに公開、メディアは検察を批判する報道をした。
1990年7月27日、6件の審理はまたも陪審員の意見が一致せず評決不成立となった。検察は有罪をあきらめ、起訴をすべて取り下げた。
1992年11月24日、パニック報道の張本人であったサッツは自宅で心臓発作のため死亡した。

## 映像化
これらの事件はHBOによってテレビ映画化された。映画的なドラマを織り交ぜつつも、ほぼ実際の事件通りに物語は進行する。一部のメディアやビデオ映像は実際のものを使用している。
- タイトルは初放送時には「歪んだ法廷/マクマティーン事件の真実」、VHSは「誘導尋問／汚れなき証言者たち」。DVDでは「誘導尋問」となっている。

日本では、2021年7月にNHK BSプレミアムにおいて放送の『ダークサイドミステリー』「子どもたち400人に何が起きたのか? 〜マクマーティン児童施設裁判〜」において当時の状況が紹介されている。また2023年3月の『奇跡体験!アンビリバボー』「全米震撼! 人気保育園に潜む悪魔!?」でも、再現ドラマつきで取り上げられた。